# سفنز

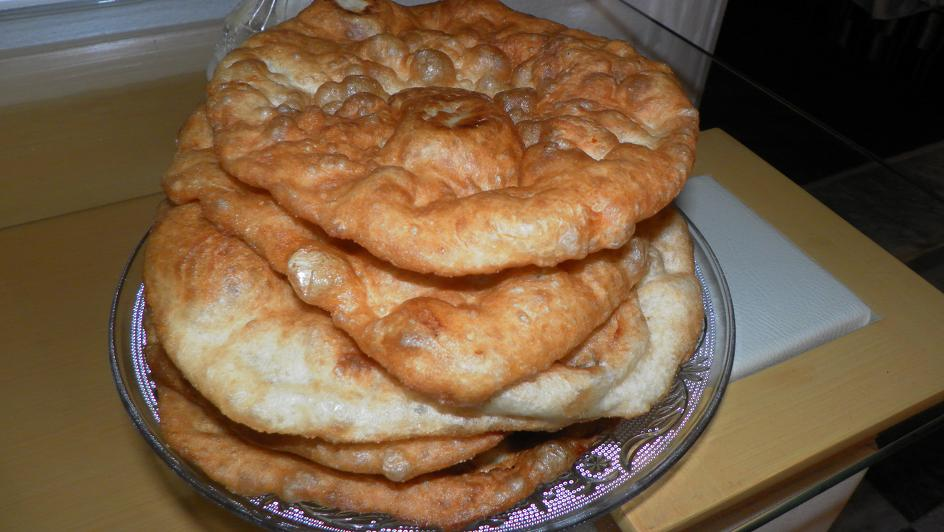
السفنز الليبي.

السفنز (بالإنجليزية: sfinz) هو وجبة إفطار ليبية،عبارة عن نوع من المعجنات الطرية المقلية، يشبه الفطائر يتم إضافة العسل أو البيض المقلي، يحضر في فصل الشتاء و يقدم كفطور، ويحضر كذلك في الأعياد و خصوصاً عيد الفطر، وكذلك يتواجد على سفرة الفطور في شهر رمضان. ويوزع على الاحباب و الجيران و الأقارب ابتهاجاً بقدوم مولود جديد.
فاز كثالث أفضل وجبة إفطار بالعالم لعام 2025 حسب TasteAtla.

## مقادير
12 كوب دقيق ابيض - ملعقة كبيرة و نصف ملح- ملعقة كبيرة و نصف خميرة فورية – ثلاثة ملاعق كبيرة سكر - 6 أكواب و نصف ماء دافيء وزيت للقلي.

## طريقة التحضير
يوضع الدقيق في صحن كبير و يضاف له الملح والخميرة و السكر و يخلطوا جيداً مع بعض. ثم يضاف الماء الدافئ إلى المواد رويداً رويداً. و تعجن جيداً لحوالي 10 دقائق حتى تصبح عجينة ناعمة لينة.
تغطى العجينة و توضع في مكان دافئ حتى يتضاعف حجمها ثلاثة أضعاف. فتقسم عندها إلى أقراص صغيرة نوعاً ما توضع في سفرة مدهونة بالزيت و تترك ترتاح لمدة 10 دقائق.
و بعد مرور 10 على ترك العجينة لترتاح توضع كمية كبيرة من الزيت في طاجين على النار و تدهن سفرة بكمية من الزيت ثم تدهن اليدين بالزيت و يؤخذ قرص من العجينة يوضع على السفرة المدهونة و يفرد بسرعة عليها بواسطة اليدين و كلما قلت كمية الزيت في سفرة الفرد تضاف كمية زيت أخرى عند فرد الأقراص الأخرى ثم توضع العجينة في الطاجين الذي به الزيت الساخن على النار و يصب عليها الزيت من اعلى بواسطة الملعقة ثم تقلب عندما تشقر من اسفل و عند تشقر من الجهة الأخرى ترفع و توضع في صحن
ثم تكرر نفس الخطوات السابقة مع باقي الأقراص
لتحضير السفنز بالبيض تفقس بيضة في صحن و يضاف لها رشة ملح و يفرد قرص من العجينة على السفرة المدهونة بالزيت ثم تفرد قطعة صغيرة من العجينة على هئية قرص صغير يوضع قرص العجينة بعد فرده في الزيت الساخن و توضع فوقه البيضة التي تم تجهيزها تحرك البيضة بسرعة بواسطة الملعقة ثم تغطى بسرعة بقطعة العجينة الصغيرة التي تم تجهيزها و يسكب عليها الزيت الساخن بواسطة الملعقة حتى تنضج و عندما تشقر من اسفل تقلب حتى تنضج ثم ترفع من الزيت